# XTB
XTB S.A. – dostawca produktów, usług i rozwiązań technologicznych w zakresie obrotu instrumentami finansowymi z siedzibą w Warszawie.

## Działalność
Przedsiębiorstwo zostało założone w 2002 roku.
W 2005 roku spółka uzyskała zezwolenie Komisji Nadzoru Finansowego na świadczenie usług maklerskich na wszystkich produktach finansowych. W 2007 roku XTB otworzyło pierwszy zagraniczny oddział w Czechach, w kolejnych latach powstały oddziały w Niemczech, Hiszpanii, Rumunii, Słowacji, Francji, Portugalii, we Włoszech i na Węgrzech. W 2009 roku spółka zmieniła nazwę na XTB Online Trading.
XTB jest jednym z największych notowanych na giełdzie brokerów FX & CFD na świecie. Grupa kapitałowa XTB posiada biura w 13 państwach.
W 2016 roku przedsiębiorstwo zadebiutowało na Giełdzie Papierów Wartościowych w Warszawie
Przedsiębiorstwo skupia się na minimalizowaniu kosztów dla inwestorów poprzez niskie opłaty i prowizje. Na koniec 2023 roku XTB miało 897 573 klientów, a przychody operacyjne wyniosły 506 740 000 PLN, z czego 57% pochodziło z Polski.
Platforma XTB umożliwia inwestowanie w ponad 30 globalnych indeksów, 70 par walutowych i ponad 2022 CFD na akcje globalne, dostępne są też surowce i kryptowaluty.
W zależności od rynku, na którym działają, podmioty grupy kapitałowej XTB są regulowane przez światowe instytucje takie jak Financial Conduct Authority (FCA), Cyprus Securities and Exchange Commission (CySEC), Comisión Nacional del Mercado de Valores, Belize International Financial Services Commission (IFSC) czy Komisja Nadzoru Finansowego.
Ambasadorami marki XTB są m.in. Mads Mikkelsen, José Mourinho, Joanna Jędrzejczyk, Iker Casillas, Conor McGregor i Zlatan Ibrahimović.
W 2022 roku XTB nawiązało współpracę z Konfrontacją Sztuk Walki, w ramach której zostało sponsorem strategicznym gal KSW.

## Nagrody[19]
- 2010 – Best Forex Broker in Eastern Europe według World Finance Exchange & Brokers
- 2011 – Best Brokerage House in Europe według Global Banking & Finance Review(inne języki)
- 2013 – Best Financial Educator in Eastern Europe według World Finance Exchange & Brokers
- 2015 – Best CFD Broker in Germany według Börse am Sonntag(inne języki)
- 2016 – Best Trading Platform 2016 (Online Personal Wealth Awards)
- 2017 – Polski Broker CFD Roku w konkursie FxCuffs
- 2017 – Produkt Roku (xStation) w konkursie FxCuffs
- 2017 – The Best Cryptocurrency Broker na Cryptocurrency World Expo
- 2019 – Najlepsza Inwestycyjna Aplikacja Mobilna według Rankia Awards
- 2019 – Najlepsza egzekucja zleceń na Technical Analysis Exhibition
- 2021 – Najlepszy Broker Forex według Invest Cuffs
- 2021  – Najlepszy Broker Forex w kat. Niskie Koszty według Investopedia(inne języki)
- 2021 – Najlepsza Obsługa Klienta według ForexBrokers.com